# 黃傳禮
黃傳禮（?—?），湖南省長沙府長沙縣人，清朝政治人物、進士出身。
光緒九年（1883年），参加癸未科殿試，登進士二甲61名。同年五月，著以主事分部学习。